# Ahmet Şahin (Fußballspieler, 1978)
Ahmet Şahin (* 22. März 1978 in Istanbul) ist ein türkischer Fußballtorhüter.

## Karriere
Ahmet Şahin begann seine professionelle Karriere bei Istanbul Büyükşehir Belediyespor. Dort spielte er vier Spielzeiten lang und wechselte 2001 zum damaligen Erstligisten Kocaelispor. Es folgten die Klubs: Diyarbakırspor, Istanbul BB, Trabzonspor, Adanaspor und Samsunspor. Mit Samsunspor stieg er in der Saison 2010/11 in die Süper Lig auf.
Seit dem 9. Januar 2012 ist er bei Sanica Boru Elazığspor unter Vertrag. Mit Elazığspor schafft er ebenfalls den Aufstieg in die Süper Lig. Zur Winterpause der Saison 2012/13 verließ er Elazığspor. Wenige Tage nach seinem Abschied von Elazığspor wechselte er zum Drittligisten Balıkesirspor. Mit diesem Klub beendete er die Saison 2012/13 als Drittligameister und stieg dadurch in die TFF 1. Lig auf.
Im Frühjahr 2014 wechselte Şahin innerhalb der TFF 1. Lig zu Mersin İdman Yurdu. Hier übernahm er auf Anhieb den Stammtorhüterposten und absolvierte bis zum Saisonende nahezu alle Pflichtspiele seiner Mannschaft.
Trotz des Aufstiegs verließ Şahin Mersin İY zum Sommer 2014 und wechselte stattdessen zum Zweitligisten Osmanlıspor FK.
Im Sommer 2016 wechselte er gemeinsam mit seinen Teamkollegen Mahmut Akan und Serdar Deliktaş zum neuen Erstligisten Kardemir Karabükspor.

## Erfolge und Titel
Kocaelispor
- Türkischer Pokalsieger: 2001/02

Samsunspor
- Vizemeister der der TFF 1. Lig und Aufstieg in die Süper Lig: 2010/11

Elazığspor
- Vizemeister der der TFF 1. Lig und Aufstieg in die Süper Lig: 2011/12

Balıkesirspor
- Meister der der TFF 2. Lig und Aufstieg in die TFF 1. Lig: 2012/13

Mersin İdman Yurdu
- Playoff-Sieger der TFF 1. Lig und Aufstieg in die Süper Lig: 2013/14

Osmanlıspor FK
- Vizemeister der TFF 1. Lig und Aufstieg in die Süper Lig: 2014/15

### Auszeichnungen
- Spieler des Jahres von Samsunspor: 2009/10, 2010/11[3][4]